# Canarium paniculatum
Canarium paniculatum é uma espécie de planta da família Burseraceae, endêmica em Maurícia.